# 東京マドンナ
東京マドンナ（とうきょうマドンナ・Tokyo Madonna）は、日本の女性アイドルグループ・prediaの楽曲。2020年（令和2年）9月23日に同グループ通算16枚目のシングルとしてRevolver records（日本クラウン）から発売された。

## 解説
前作『シャララ・ナイアガラ』（2019年11月6日）から10ヵ月ぶりとなるシングル作品。
前年11月24日のライブにおいて、日中ハーフの新メンバー・あのんが加入しprediaは7人編成となった。このためprediaのロゴマークは、前2作のような六角形ロゴから、紅色の菱形に2つの「P」をクロスしたロゴに変更され、7人体制としてのフィロソフィーとイメージを凝縮したものとなった。
当初は春頃（3～4月頃）の発売を目指してレコーディングを行っていたが、新型コロナウイルス感染症流行等の事情もあり、発売時期が半年程ずれ込んだ。prediaが9月にCD作品をリリースしたのはインディーズ・メジャー通して本シングルが唯一である。
栗原暁（Jazzin' park）が作詞・作曲した「東京マドンナ」は2020年6月21日に配信開催された『ONLINE YATSUI FESTIVAL』で初披露。ラジオ番組では沢口けいこがレギュラー出演する『鷲崎健のヨルナイト×ヨルナイト』（文化放送・超!A&G+）の7月22日未明放送分が初オンエアとなった。カップリングの「Jewelry Novella」はpredia作品初参加となるCocoroと高木龍一（共にDREAM MONSTER所属）が手掛けている。
ミュージックビデオの演出は松永つぐみが担当。prediaの楽曲としては初めて女性が演出したMVで、女性の芯の強さ、輝き、美しさを女性目線で表現したものとなっている。MV内に登場する赤い花は、本作の為の“唯一無二”なモニュメントとして制作された。
本曲が収録されたアルバム『10ct』（2021年1月27日）リリースから2か月以上経った2021年4月7日、あのんは自身のSNSにおいてグループからの卒業を発表。次シングル『硝子のアンブレラ』（2021年8月4日）以降は再び6人編成での制作・歌唱に戻された。

## シングル収録トラック

### CD
トラックはType-A（CD+DVD：CRCP-10449）・Type-B（CRCP-10450）・Type-C（CRCP-10451）ともに同一だが、ジャケットデザインが異なる。
| #         | タイトル                          | 作詞                    | 作曲                      | 編曲                      | 時間  |
| --------- | --------------------------------- | ----------------------- | ------------------------- | ------------------------- | ----- |
| 1.        | 「東京マドンナ」                  | 栗原暁（Jazzin' park）  | 栗原暁（Jazzin' park）    | 栗原暁（Jazzin' park）    | 3:30  |
| 2.        | 「Jewelry Novella」               | Cocoro（DREAM MONSTER） | 高木龍一（DREAM MONSTER） | 高木龍一（DREAM MONSTER） | 4:35  |
| 3.        | 「東京マドンナ」(Instrumental)    |                         | 栗原暁（Jazzin' park）    | 栗原暁（Jazzin' park）    | 3:30  |
| 4.        | 「Jewelry Novella」(Instrumental) |                         | 高木龍一（DREAM MONSTER） | 高木龍一（DREAM MONSTER） | 4:35  |
| 合計時間: | 合計時間:                         | 合計時間:               | 合計時間:                 | 合計時間:                 | 16:10 |

### DVD
| #  | タイトル                      | 作詞・作曲             | 編曲                   | 演出       |
| -- | ----------------------------- | ---------------------- | ---------------------- | ---------- |
| 1. | 「東京マドンナ」(Music Video) | 栗原暁（Jazzin' park） | 栗原暁（Jazzin' park） | 松永つぐみ |
| 2. | 「東京マドンナ」(MV Making)   |                        |                        |            |